# Brizziíta
La brizziíta es la forma mineral de un óxido de sodio y antimonio  de composición NaSb5+O3.
Descrita en 1994 por Filippo Olmi y Cesare Sabelli por su presencia en la mina Cetine (Toscana, Italia), su nombre hace referencia a Giancarlo Brizzi (1936-1992), coleccionista de minerales que descubrió los primeros especímenes.

## Propiedades
La brizziíta es un mineral transparente incoloro, de color rosa o amarillo en agregados, con brillo nacarado.
Es elástico y blando —2,5 en la escala de Mohs— con una densidad de 4,80 g/cm³.
Cristaliza en el sistema trigonal, clase romboédrica (3).
Su estructura corresponde a una disposición octaédrica tipo ilmenita: se alternan capas de octaedros distorsionados que comparten Na+ en los extremos, con capas que comparten Sb5+. Ambas capas están vinculadas entre sí al compartir caras de los octaedros.
El contenido de antimonio de la brizziíta es del 63% y el de sodio próximo al 12%.

## Morfología y formación
La brizziíta forma cristales hexagonales laminados de hasta 2 mm, aplanados en {0001}, en agregados densos e incrustaciones. Son habituales las maclas, en {0001} y polisintéticas.
La brizziíta es un mineral originado por la alteración de estibinita en una caliza muy silicificada. Aparece asociado a estibiconita, mopungita, cetineíta y senarmontita.

## Yacimientos
La localidad tipo de este mineral óxido es la mina Cetine (Siena, Italia), una antigua explotación de antimonio famosa por sus ejemplares de estibinita; situada en el municipio de Chiusdino, fue clausurada en 1948.
El otro único depósito conocido de brizziíta es la cercana mina Pereta, en la provincia de Grosseto.